# 阿岸本誓寺

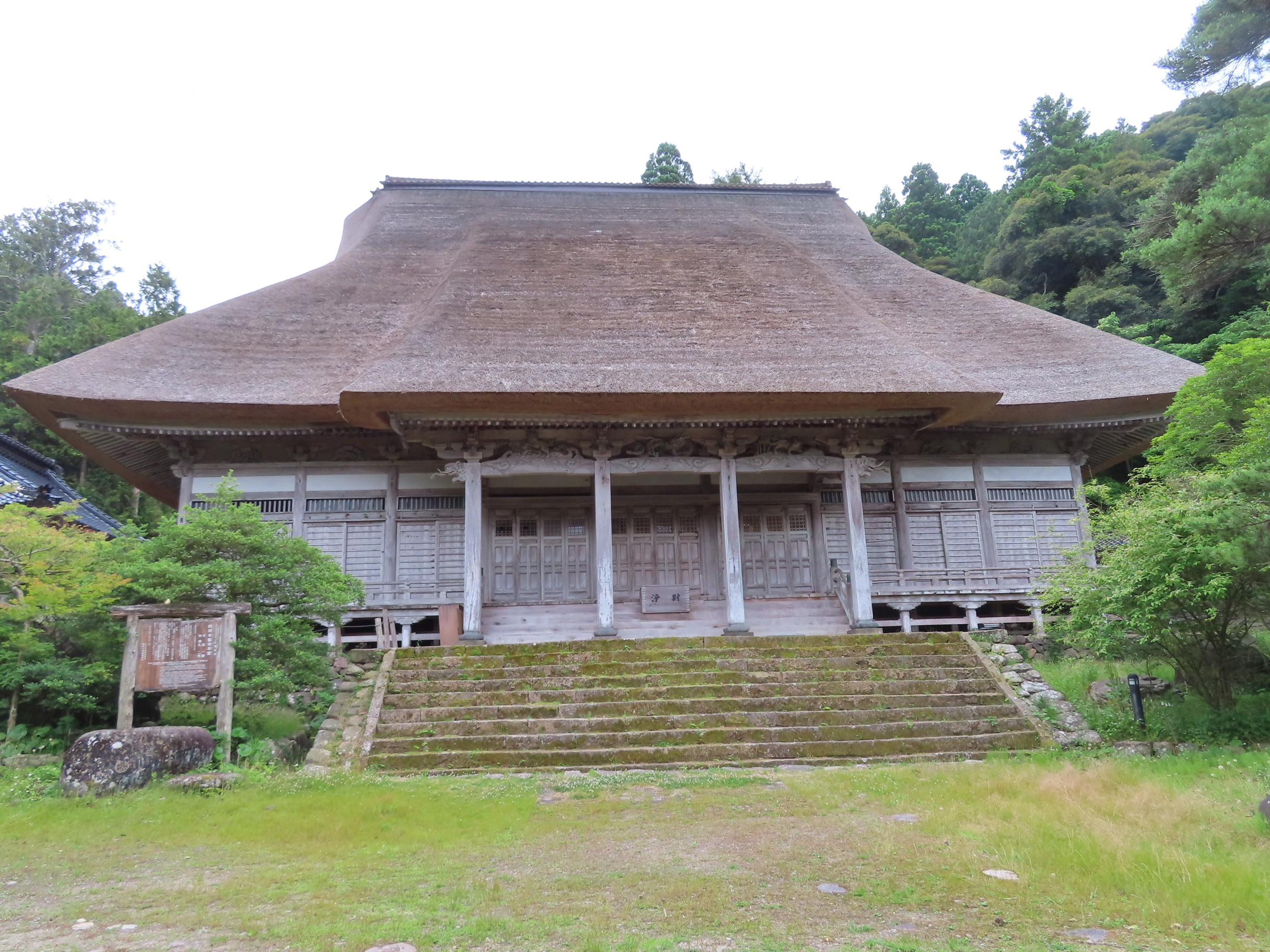
本堂

阿岸本誓寺（あぎしほんしょうじ）は石川県輪島市門前町にある浄土真宗大谷派の寺院である。

## 沿革
- 創建年は不明だが、古くは真言宗松岡寺であった。文永5年（1268年）、善了法師が如信上人（親鸞の孫、本願寺第2世）に帰依したことで正式に真宗に改宗し「阿岸本誓寺」に改称した。
- 永享8年（1436年）に本願寺7世存如上人が、聖人影像に裏書を覚える[1]。
- 慶長15年（1610年）に加賀藩前田家の庇護のもと鳳至郡106ヶ寺を統轄する「触頭」となった。能登真宗教団最有力寺院として位置付ける[2]。
- 天保10年（1839年）に関白左大臣二条治孝公息女五百姫（いほひめ）、本誓寺24世に入嫁する[1]
- 嘉永3年（1850年）に二条家の位牌所となる[1]。

## エピソード
- 室町時代には能登地方での一向一揆の拠点となった。
- 15世紀中ごろは大陸文化の玄関口であった能登の要所になり、織田信長が出陣した石山合戦では、能登門徒と本願寺の中継基地の機能を果たすようになり、能登における真宗の拠点として行った[3]。
- 現在の本堂・山門・鐘楼・鼓楼は越後から招いた棟梁と約1万人の大工により13年に及ぶ大がかりで、完成したのは寛政4年（1792年）だった[4]。
- 同本堂は岩手県の正法寺本堂・山形県の出羽三山神社三神合祭殿と並んで「日本3大茅葺き屋根」の一つである[5]。

## 文化財
県指定有形文化財
- 本堂 - 安永9年（1780年）着工、寛政4年（1792年）に落慶。屋根は茅葺き。平成4年（1992年）に指定[6]。
- 阿岸本誓寺文書（471点） - 昭和57年（1982年）1月12日に指定。[7]

県指定天然記念物
- 阿岸小菊桜 - 昭和43年（1968年）に指定された[8]。